# Соррая
Сорра́я (порт. Rio Sorraia) — левый приток реки Тахо. Протекает в округе Сантарен в Португалии. Формируется в результате слияния рек Сор и Рая недалеко от города Косу. Бассейн реки занимает площадь 7556 км², длина 60 км.
Соррая играла большую роль в регионе, в соответствии с историческими записями, здесь поселились римляне и арабы, и использовали реку для сельского хозяйства, а также экспортировали продукты, выращенные на этой земле.
Река протекает через муниципалитеты Коруши и Бенавенти. До начала XX века Соррая была судоходной, её использовали для перевозки продуктов сельскохозяйственной и лесной промышленности.
Во второй половине XX века река включена в план орошения долины Соррая, направленный на более эффективное использование водных ресурсов для повышения доходов фермерских хозяйств в регионе.